# Championnats de Slovaquie de squash
Les Championnats de Slovaquie de squash sont une compétition de squash individuelle organisée par Slovenská squashová asociácia. Ils se déroulent chaque année depuis 1997.
Róbert Šurina détient le record de victoires masculines avec 7 titres consécutifs entre 1998 et 2004. Linda Hrúziková détient le record de victoires féminines avec 8 titres  entre 2006 et 2015.

## Palmarès[1]

### Hommes
| - 2025 : Tomáš Tóth - 2024 : Matej Hrnčiřík - 2023 : Matej Hrnčiřík - 2022 : Miroslav Celler - 2021 : Tomáš Tóth - 2020 : Miroslav Celler - 2019 : Miroslav Celler - 2018 : Miroslav Celler - 2017 : Tomáš Tóth - 2016 : Miroslav Celler - 2015 : Miroslav Celler - 2014 : Peter Kviečinský - 2013 : Marek Manik - 2012 : Marek Manik - 2011 : Marek Manik - 2010 : Tomáš Tóth | - 2009 : Marek Manik - 2008 : Marek Manik - 2007 : Marek Zvonček - 2006 : Andrej Schmidtmayer - 2005 : Róbert Dobai - 2004 : Róbert Šurina - 2003 : Róbert Šurina - 2002 : Róbert Šurina - 2001 : Róbert Šurina - 2000 : Róbert Šurina - 1999 : Róbert Šurina - 1998 : Róbert Šurina - 1997 : Marek Kristl |

### Femmes
| - 2025 : annulé faute de participantes - 2024 : Klára Köhlerová - 2023 : Klára Köhlerová - 2022 : Klára Köhlerová - 2021 : non disputé - 2020 : annulé à cause de la Pandémie de Covid-19 en Slovaquie - 2019 : Andrea Malinová - 2018 : Klára Köhlerová - 2017 : Andrea Malinová - 2016 : Andrea Malinová - 2015 : Linda Hrúziková - 2014 : Linda Hrúziková - 2013 : Linda Hrúziková - 2012 : Andrea Malinová - 2011 : Linda Hrúziková - 2010 : non disputé | - 2009 : Linda Hrúziková - 2008 : Linda Hrúziková - 2007 : Linda Hrúziková - 2006 : Linda Hrúziková - 2005 : Anetta Paprnáková - 2004 : Anetta Paprnáková - 2003 : Henrieta Kolláthová - 2002 : Henrieta Kolláthová - 2001 : Henrieta Kolláthová - 2000 : Henrieta Kolláthová - 1999 : Henrieta Kolláthová - 1998 : Henrieta Kolláthová - 1997 : Mária Neckárová |